# 1959 en Bretagne
 Chronologie de la Bretagne
- 1955
- 1956
- 1957
- 1958
- 1959
- 1960
- 1961
- 1962
- 1963

Cette page recense des événements qui se sont produits durant l'année 1959 en Bretagne.

## Société

### Éducation
Création du Collège scientifique universitaire à Brest.

### Naissances
- 1er janvier à Brest : Loïc Faujour est un dessinateur caricaturiste.

- 26 février à Brest : Sylvie Feucher, née Daniélo, a été jusqu'en juin 2012 la secrétaire générale du syndicat des commissaires de la police nationale française. Elle fut ainsi la première femme responsable d'un syndicat de policiers.

## Culture

### Langue bretonne
Le Kuzul ar Brezhoneg fédère différents acteurs pour défendre et promouvoir le breton.

## Infrastructures

### Constructions
- 24 novembre : Le Clemenceau effectue sa première sortie en mer et quitte Brest[3].
- L'église Notre-Dame-de-Gwel-Mor de Morgat est inaugurée à Crozon (Finistère).